# Ranitomeya fantastica
Ranitomeya fantastica  (Boulenger, 1884) è un anfibio della famiglia Dendrobatidae.

## Descrizione
R. fantastica è lunga sui 20 mm.

## Biologia

### Riproduzione
Questa specie è ovipara. La femmina depone le uova nella bassa vegetazione. Le cure parentali vengono effettuate solo dai maschi.

## Distribuzione e habitat
È diffusa in Perù nella cordigliera delle Ande a 200-600 metri sul livello del mare.

## Conservazione
La Lista rossa IUCN classifica Ranitomeya fantastica come specie vulnerabile.
Risente dell'alterazione dell'habitat, che si trova vicino agli insediamenti umani.